# Victor Capoul

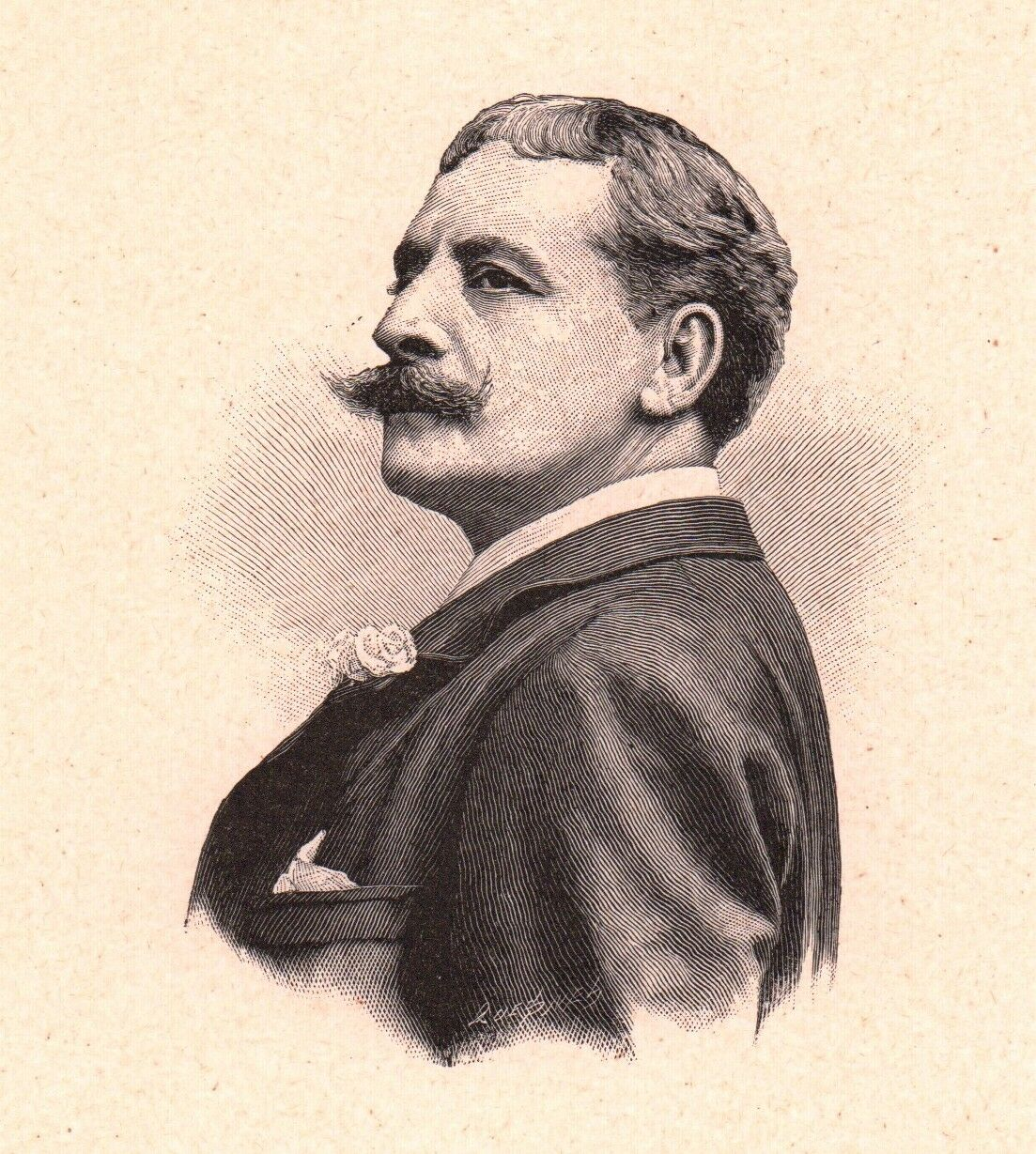
Victor Capoul, 1901.

Joseph-Amédée-Victor Capoul, född den 27 februari 1839 i Toulouse, död den 18 februari 1924 i Pujaudran (departementet Gers), var en fransk operasångare. 
Capoul sjöng 1861–1870 tenorroller på Opéra-comique i Paris, sedan på italienska operan, Théâtre Lyrique,  Théâtre Ventadour och Théâtre de la Renaissance samt gjorde tidtals vidsträckta konsertresor, till en del tillsammans med Kristina Nilsson, till London, New York och Wien med flera städer. Han var på Comique mycket omtyckt och ansågs som Rogers efterföljare. Han var 1889–1893 direktör för konservatoriet i New York och ledde där 1893–1900 en av honom öppnad fri skola för sång, varefter han återvände till Frankrike.